# 汪泰葵
汪泰葵（1915年—1983年），男，江苏崇明（今属上海）人，中国煤炭开采专家，曾任中国矿业学院副院长、教授。